# Ân Tường Đông
Ân Tường Đông là một xã thuộc huyện Hoài Ân, tỉnh Bình Định, Việt Nam.
Xã Ân Tường Đông có diện tích 60,06 km², dân số năm 1999 là 4709 người, mật độ dân số đạt 78 người/km².

## Hành chính
Xã Ân Tường Đông được chia thành 7 thôn: Diêu Tường, Lộc Giang, Tân Thành, Thạch Long 1, Thạch Long 2, Trí Tường, Vĩnh Viễn.